# Greg Orobosa Okuonghae
Greg Orobosa Okuonghae (* um 1980) ist ein nigerianischer Badmintonspieler.

## Karriere
Greg Orobosa Okuonghae siegte 2003 bei den Afrikaspielen im Herrendoppel mit Ibrahim Adamu. 2006 war er bei den Mauritius International erfolgreich, 2008 bei den Nigeria International sowie 2007 und 2008 bei den Kenya International.

## Sportliche Erfolge
| Saison | Veranstaltung           | Disziplin    | Platz | Name                                       |
| ------ | ----------------------- | ------------ | ----- | ------------------------------------------ |
| 2003   | Afrikaspiele            | Herrendoppel | 1     | Greg Okuonghae / Ibrahim Adamu             |
| 2006   | Mauritius International | Mixed        | 1     | Greg Okuonghae / Grace Daniel              |
| 2007   | Kenya International     | Mixed        | 1     | Greg Orobosa Okuonghae / Ogar Siamupangila |
| 2007   | Kenya International     | Herreneinzel | 1     | Greg Orobosa Okuonghae                     |
| 2008   | Nigeria International   | Mixed        | 1     | Greg Orobosa Okuonghae / Grace Daniel      |
| 2008   | Kenya International     | Mixed        | 1     | Greg Orobosa Okuonghae / Grace Daniel      |